# Bludiště

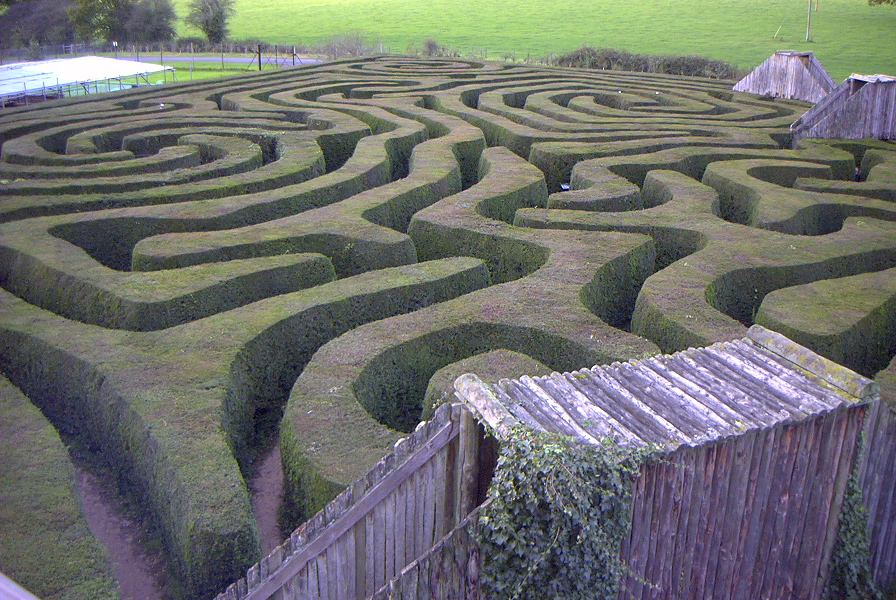
Bludiště u panského sídla Longleat House v Anglii

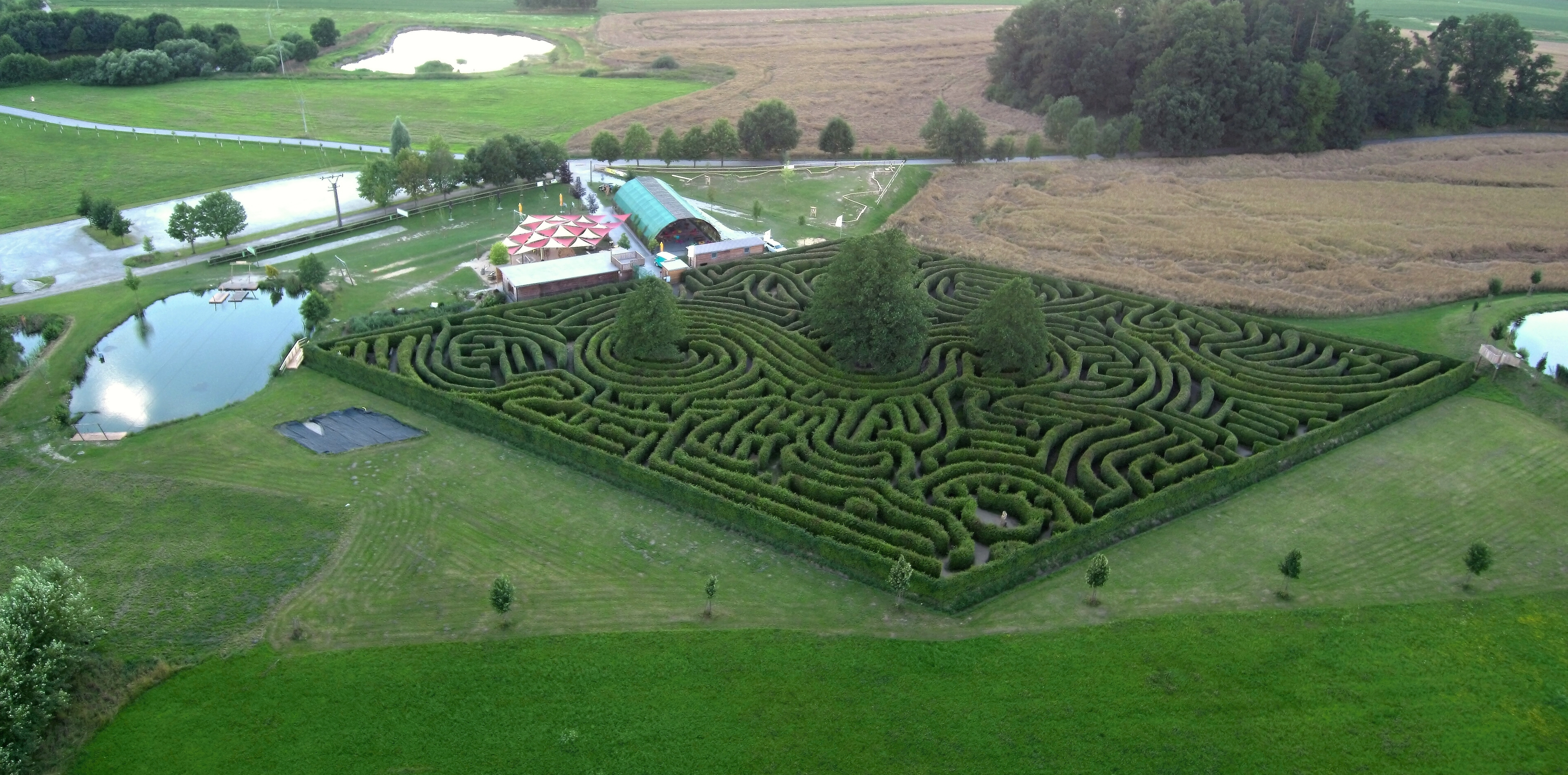
Obludiště v obci Dolní Pěna – habrové bludiště

Bludiště je hlavolam s jednou nebo více cestami od startu k cíli. Cesty a zdi mohou být v bludišti pevné, ale i pohyblivé.
Pojem bludiště se často zaměňuje s termínem labyrint, ale moderní učenci dávají přesnější definice. Pro ně je bludiště skládanka v podobě složitě větvených cest s možností volby cesty a směru, zatímco labyrint obsahuje do svého středu pouze jedinou cestu.
Největším keřovým bludištěm v České republice je s rozlohou cca 6 000 m2 „Obludiště“, které se nachází v obci Dolní Pěna na Jindřichohradecku.